# 閻坦
閻坦（？—？），字平之，河南開封府陳州項城縣人，明朝學者。

## 生平
閻坦十歲喪母，萬曆四十六年（1618年）戊午科河南鄉試第八名舉人，天啟五年（1625年）乙丑科會試中副榜，遂絕進取之志，優遊林下。崇禎十六年（1643年），為躲避李自成軍，遠徙淮上。清順治二年（1645年）歸里。卒年九十餘。

## 著作
著有《羅經圖說》《陰虛燮理篇》《解竹逸園諸詠》。